# Carrizo Springs
Carrizo Springs ist eine Stadt im Dimmit County im US-Bundesstaat Texas und County Seat des Dimmit County. Das U.S. Census Bureau hat bei der Volkszählung 2020 eine Einwohnerzahl von 4892 ermittelt.

## Geographie
Die 8,1 km² große Stadt liegt im südlichen Texas nahe dem Nueces River, unweit der Grenze zu Mexiko.

## Geschichte
Carrizo Springs ist der älteste Ort des Dimmit Countys, er wurde 1865 gegründet, als Levi English eine Gruppe von fünfzehn Siedlerfamilien dorthin brachte. Ein weiterer Siedlertreck erreichte den Ort zwei Jahre später. Als 1880 das Dimmit County gegründet wurde, wurde die kleine Siedlung Carrizo Springs zur Hauptstadt des Countys ernannt. Damit begann der gezielte Auf- und Ausbau des Ortes: 1881 wurde ein Schulgebäude errichtet, 1883 das Rathaus, ab 1884 erschien eine Zeitung, und bis 1885 wurden zwei Kirchen erbaut. Die Einwohnerzahl betrug 1885 rund 900.
Im 19. Jahrhundert lebten die Einwohner zumeist von der Rinder- und Schafzucht, bis um 1900 unterirdische Wasserreservoirs entdeckt wurden, mit deren Hilfe man in großem Maßstab Land bewässerte und so landwirtschaftlich nutzbare Anbauflächen schuf. 1910 schloss die San Antonio, Uvalde and Gulf Railroad den Ort an ihr Schienennetz an, im gleichen Jahr erhielt Carrizo Springs Stadtrecht. Die Einwohnerzahl stieg bis 1915 auf 1.200. 1916 erhielt der Ort Elektrizität.
Trotz des Preisverfalls für landwirtschaftliche Produkte Anfang der 1920er Jahre, in dessen Verlauf zahlreiche Farmer ihre Farmen aufgeben mussten, wuchs die Bevölkerung von 2.171 im Jahre 1936 auf 2.494 im Jahre 1943.
Das US-Gesundheitsministerium hat in Carrizo Springs ein Übergangslager für unbegleitete minderjährige Einwanderer. Dieses Lager, 25 Meilen von der mexikanischen Grenze entfernt, hat Carrizo Springs 2021 zu einem Synonym für eine neue Immigrationskrise gemacht.